# Marek Jarnicki
Marek Antoni Jarnicki (ur. 7 stycznia 1952 w Zawierciu, zm. 29 stycznia 2024 w Krakowie) – polski matematyk, kierownik Katedry Analizy Matematycznej Instytutu Matematyki Uniwersytetu Jagiellońskiego.

## Życiorys
Ukończył studia matematyczne na Uniwersytecie Jagiellońskim w roku 1974. Stopień doktora uzyskał w roku 1977 (promotor: Józef Siciak), stopień doktora habilitowanego w roku 1984, tytuł profesora w roku 1995. Specjalizował się w analizie zespolonej. W latach 1984–1990 zajmował stanowisko zastępcy dyrektora Instytutu Matematyki UJ ds. dydaktycznych. W latach 1990–1996 oraz 1999–2003 pełnił funkcję dyrektora Instytutu Matematyki UJ, a w latach 2003–2008 dziekana Wydziału Matematyki i Informatyki UJ. Członek komitetu redakcyjnego czasopisma „Annales Polonici Mathematici". Autor licznych artykułów naukowych oraz kilku książek.
Odznaczony Krzyżem Oficerskim Orderu Odrodzenia Polski (2011), a także Medalem Komisji Edukacji Narodowej (2001). Laureat Nagrody Rektora UJ Pro Arte Docendi (2016). Laureat Nagrody Ministra Edukacji i Nauki za całokształt dorobku naukowego(2022).
W dorobku publikacyjnym M. Jarnickiego znajdowały się liczne publikacje książkowe i artykuły:

## Książki
- Marek Jarnicki, Peter Pflug, Invariant Distances and Metrics in Complex Analysis, de Gruyter Expositions in Mathematics 9, Walter de Gruyter, 1993 ISBN 978-3-11-025043-5
- Marek Jarnicki, Peter Pflug, Extension of Holomorphic Functions, de Gruyter Expositions in Mathematics 34, Walter de Gruyter, 2000 ISBN 3-11-015363-7
- Piotr Jakóbczak, Marek Jarnicki, Wstęp do teorii funkcji holomorficznych wielu zmiennych zespolonych, Wydawnictwo UJ, 2002 ISBN 83-233-1651-1
- Marek Jarnicki, Peter Pflug, First Steps in Several Complex Variables: Reinhardt Domains, European Mathematical Society Publishing House, 2008 ISBN 978-3-03719-049-4
- Marek Jarnicki, Peter Pflug, Separately Analytic Functions, European Mathematical Society Publishing House, 2011 ISBN 978-3-03719-098-2
- Marek Jarnicki, Peter Pflug, Invariant Distances and Metrics in Complex Analysis – 2nd extended edition, de Gruyter Expositions in Mathematics 9, Walter de Gruyter, 2013  ISBN 978-3-11-025043-5
- Marek Jarnicki, Peter Pflug, Continuous Nowhere Differentiable Functions. The Monsters of Analysis, Springer, 2015  ISBN 978-3-319-12670-8
- Marek Jarnicki, Peter Pflug, Extension of Holomorphic Functions,  Walter de Gruyter, 2020 ISBN 978-3-11062-766-4

## Wybrane inne publikacje
- Marek Jarnicki, Peter Pflug, A remark on the product property for the generalized Moebius function, Proceedings of the American Mathematical Society vol. 146 (2018), 743-746
- Marek Jarnicki, Peter Pflug, A counterexample to a theorem of Bremermann on Shilov boundaries,  Proceedings of the American Mathematical Society vol. 143 (2015), 1675-1677
- Marek Jarnicki, Peter Pflug, An elementary proof of the cross theorem in the Reinhardt case, Michigan Mathematical Journal vol. 59 (2010), 411-417
- Marek Jarnicki, Peter Pflug, Invariant distances and metrics in complex analysis - revisited, Dissertationes Mathematicae vol. 430 (2005), 1-192
- Marek Jarnicki, Peter Pflug, An extension theorem for separately holomorphic functions with pluripolar singularities, Transactions of the American Mathematical Society vol. 355 (2003), 1251-1267
- Marek Jarnicki, Peter Pflug, The Carathéodory pseudodistance has the product property, Mathematische Annalen vol. 285 (1989), 161-164